# Charles Dargent
Pour les articles homonymes, voir Dargent.
Charles Dargent est un homme politique français né le 8 mai 1791 à Gerponville (Seine-Maritime) et mort le 10 octobre 1863 à Saint-Léonard (Seine-Maritime).

## Biographie
Cultivateur à la ferme de Renéville à Saint-Léonard, il est membre de la Société centrale d'agriculture de Seine-Inférieure. Il est député de la Seine-Maritime de 1848 à 1849, siégeant à droite avec les républicains conservateurs.

## Distinctions
- Chevalier de la Légion d'honneur.

## Sources
- « Rouen, le 16 octobre », Journal de Rouen, no 289,‎ 16 octobre 1863, p. 1 col. 3-4 (lire en ligne).
- « Charles Dargent », dans Adolphe Robert et Gaston Cougny, Dictionnaire des parlementaires français, Edgar Bourloton, 1889-1891 [détail de l’édition]